# Daniel Karrais
Daniel Karrais (* 12. Mai 1990 in Tübingen) ist ein deutscher Politiker (FDP/DVP). Seit 2018 ist er Abgeordneter im Landtag Baden-Württemberg. Im Landtag übt er seit Juni 2021 die Funktion des Vorsitzenden des Ausschusses für Umwelt, Klima und Energiewirtschaft aus.

## Biografie
Karrais wuchs in Epfendorf auf. Er ist Maschinenbauingenieur (Abschluss Master of Science an der Universität Stuttgart 2016). Nach einer Tätigkeit als Persönlicher Referent eines Landtagsabgeordneten trat er 2017 eine Stelle als Manager Unternehmensentwicklung bei dem Telekommunikationsunternehmen NetCom BW GmbH an. Diese Tätigkeit übte er auch nach Antritt seines Landtagsmandates bis einschließlich August 2019 aus.
Karrais ist evangelischer Konfession und seit Juli 2020 verheiratet.

## Partei und Politik
Karrais war von 2010 bis 2017 Kreisvorsitzender der Jungen Liberalen im Landkreis Rottweil. Von 2013 bis 2019 war er stellvertretender Kreisvorsitzender der FDP Rottweil. Seit April 2019 ist Karrais Kreisvorsitzender der Freien Demokraten Rottweil. Seit Mai 2023 ist Karrais Bezirksvorsitzender des FDP Bezirksverbands Südbaden, dem zweitgrößten Bezirk im Landesverband Baden-Württemberg.
Bei der Landtagswahl in Baden-Württemberg 2016 war er Zweitkandidat im Landtagswahlkreis Rottweil. Nach dem Ausscheiden des dort gewählten Abgeordneten Gerhard Aden aus dem Landtag rückte Karrais am 13. November 2018 nach. Er gehört in der 17. Legislaturperiode des Landtags dem Ausschuss für Inneres, Digitalisierung und Kommunen sowie dem Ausschuss für Umwelt, Klima und Energiewirtschaft an. Dabei ist Karrais der Vorsitzende des Ausschusses für Umwelt, Klima und Energiewirtschaft. Karrais Hauptschwerpunkte liegen hierbei in den Bereichen Digitalisierung, Digitale Infrastruktur und Klima- und Energiepolitik. Auf Grund seiner Expertise wird der Landtagsabgeordnete hierzu auch immer wieder in Interviews befragt. Des Weiteren ist Daniel Karrais Sprecher für Glückspiel sowie Vorsitzender der AG Digitalisierung der FDP/DVP Landtagsfraktion. Karrais ist außerdem Mitglied der Enquete-Kommission "Krisenfeste Gesellschaft" des Landtags von Baden-Württemberg.
Bei den Kommunalwahlen 2019 wurde Karrais zudem für die FDP in den Stadtrat in Rottweil gewählt. Neben seinem Amt als Kreisvorsitzender der FDP Rottweil ist der Landtagsabgeordnete zudem stellvertretender Fraktionsvorsitzender der FDP-Fraktion im Regionalverband SBH.
Bei der Landtagswahl 2021 konnte er über ein Zweitmandat erneut in den Landtag einziehen. Dabei erzielte er im Landtagswahlkreis Rottweil mit 16,2 % der Stimmen das drittbeste Ergebnis der FDP Baden-Württemberg landesweit.
Karrais nahm als Delegierter aus Baden-Württemberg an der 17. Bundesversammlung zur Wahl des Bundespräsidenten teil.

## Vorstands- und Beratungstätigkeit
Mitglied im Aufsichtsrat der „ENRW Energieversorgung Rottweil GmbH & Co. KG“
Mitglied des Stiftungsrats der Klimaschutzstiftung Baden-Württemberg
Mitglied des Ausschusses des DRK-Kreisverbands Rottweil e.V.
Mitglied des Beirats der Volkshochschule Rottweil.

## Mitgliedschaften
Verein Deutscher Ingenieure e.V., H2-Region Schwarzwald-Baar-Heuberg e.V., Freundeskreis Wärmestube Rottweil e.V., Junge Liberale e.V.